# Judy Korn
Judy Korn (* 1971) ist eine deutsche Diplom-Erziehungswissenschaftlerin. Sie ist Gründerin und Geschäftsführerin der Nichtregierungsorganisation Violence Prevention Network gGmbH mit Sitz in Berlin, der VPN Wissenschaftsgesellschaft mbH und von modus | zad - Zentrum für angewandte Deradikalisierungsforschung gGmbH. Seit 2011 ist sie aktiv an der Umsetzung des Radicalisation Awareness Network (RAN) beteiligt, war hier Mitglied im Steering Committee sowie Leiterin der Working Group EXIT. Seit 2020 ist sie Qualitymanagerin von RAN Practitioners und seit 2021 Mitglied im European Safety Advisory Council von TikTok.

## Biografie
Korn erlebte schon mit 14 Jahren Überfälle von Neonazis, bei denen ihre Freunde verletzt wurden. Seither geht sie gegen Extremismus vor und arbeitet mit Radikalisierten. Nach dem Abitur studierte Korn von 1991 bis 1995 Erziehungswissenschaften an der TU Berlin. Bis 2003 war sie als Sozialarbeiterin am Bezirksamt Berlin-Reinickendorf tätig und betreute Projekte für gewaltbereite Jugendliche im Norden von Berlin. Von 2003 bis 2005 war Korn als Projektleiterin und Trainerin beim Archiv der Jugendkulturen e.V. beschäftigt. Unter dem Motto „Wir reden mit Extremisten. Nicht über sie.“ gründete sie 2004 zusammen mit Co-Geschäftsführer Thomas Mücke die Organisation Violence Prevention Network und leitet sie mit (Stand 2021) bundesweit ca. 115 Mitarbeitern. War zunächst vor allem der Rechtsextremismus das Hauptbetätigungsfeld, arbeitet Violence Prevention Network seit 2007 auch im Feld des Islamismus, u. a. mit jenen, die als sog. Dschihadisten nach Syrien ausreisen wollen bzw. von dort zurückkehren. Von 2013 bis 2015 war Korn Mitbegründerin und Vorstandsmitglied des European Network of Deradicalisation (ENoD). Von 2015 bis 2019 leitete Korn die Working Group EXIT des Radicalisation Awareness Network (RAN).

## Auszeichnungen
- 2007: Auszeichnung zum Ashoka Fellow 2007 (Social Entrepreneur).[5]
- 2010: Nominiert für den Deutschen Engagementpreis 2010[6]
- 2011: Auszeichnung der Robert-Bosch-Stiftung im Rahmen der Kampagne: „Die Verantwortlichen“[1]
- 2011: Nominiert für den Deutschen Engagementpreis 2011[1]
- 2011: Auszeichnung der BILD und „Deutschland – Land der Ideen“ als eine der „100 Frauen von Morgen“[7]
- 2013: Auszeichnung mit dem „Wirkt! Siegel“ der Organisation Phineo[8]
- 2016: Auszeichnung als eine der „25 Frauen, die unsere Welt besser machen“ von der Edition F[9]
- 2019: Auszeichnung mit dem Immanuel Kant-Weltbürger-Preis der Immanuel Kant-Stiftung[10][11]

## Publikationen (Auswahl)
- Korn, Judy; Baaken, Till, Ruf, Maximilian, Walkenhorst, Dennis: Dissecting Deradicalization: Challenges for Theory and Practice in Germany; International Journal of Conflict and Violence; Vol. 14 No. 2, 2020
- Korn, Judy; Walkenhorst, Dennis; Baaken, Till; Ruf, Maximilian; Leaman, Michèle; Handle, Julia: Rehabilitation Manual – Rehabilitation of radicalised and terrorist offenders for fist-line practitioners. Radicalisation Awareness Network (RAN); Brussels, 2020
- Korn, Judy; Mücke, Thomas; Walkenhorst, Dennis (Hrsg.): Interventionen. Zeitschrift für Verantwortungspädagogik. Ausgabe 14: International Forecast. Berlin, Dezember 2019
- Korn, Judy; Handle; Mücke, Thomas: VPN Schriftenreihe Heft 3: Zivilgesellschaftliche Organisationen in der Tertiärprävention. Berlin, Dezember 2019
- Korn, Judy; von Berg, Annika; Mücke, Thomas; Walkenhorst, Dennis: VPN Schriftenreihe Heft 2: Zwischen sicherheitspolitischem „Risk Assessment“ und pädagogischem „Resilience Assessment“. Berlin, Dezember 2019
- Korn, Judy; Handle, Julia; Mücke, Thomas; Walkenhorst, Dennis: VPN Schriftenreihe Heft 1: Rückkehrer*innen aus den Kriegsgebieten in Syrien und im Irak. Berlin, Oktober 2019
- Korn, Judy; Mücke, Thomas; Walkenhorst, Dennis (Hrsg.): Interventionen. Zeitschrift für Verantwortungspädagogik. Ausgabe 13: Risiko. Berlin, September 2019
- et al.: Herausforderung Deradikalisierung: Einsichten aus Wissenschaft und Praxis (PRIF Report). Hessische Stiftung Friedens- u. Konfliktforsch.; 800. Edition. 2018 ISBN 978-3946459378
- European CVE Strategies from a Practitioner’s Perspective. In: The ANNALS of the American Academy of Political and Social Science Series. Philadelphia, 2016
- et al.: Unzufriedene Demokraten – radikalisierte Überzeugungen. In: Journal für politische Bildung 4/2015
- Korn, Judy: Islamismus: Gefängnis als potentieller Durchlauferhitzer – Das Deradikalisierungstraining von Violence Prevention Network. In: Forum Strafvollzug – Zeitschrift für Strafvollzug und Straffälligenhilfe, Heft 5, Wiesbaden, 2015
- Korn, Judy; Mücke, Thomas: Abschied von Hass und Gewalt. In: Sozialpädagogische Impulse. Ausgabe 1/2012
- et al: Präventions- und Bildungsarbeit mit gewaltbereiten sowie vorurteilsmotivierten Jugendlichen mit Migrationshintergrund. In: Bewährungshilfe – Soziales, Strafrecht, Kriminalpolitik. Jg. 55 (Heft 3/2008), Godesberg, 2008
- Korn, Judy; Heitmann, Helmut: Verantwortung übernehmen – Abschied von Hass und Gewalt. Arbeit mit rechtsextrem gefährdeten Gewalttätern innerhalb des Jugendstrafvollzuges und Betreuung nach der Haftentlassung. In: Zeitschrift für Jugendkriminalrecht und Jugendhilfe. Jahrgang 17, Heft März 2006
- Korn, Judy; Mücke, Thomas: Gewalt im Griff2: Deeskalations- und Mediationstraining. Beltz Juventa, Weinheim, 2000 ISBN 978-3407558459